# Suren (Kutoarjo)
Suren is een bestuurslaag in het regentschap Purworejo van de provincie Midden-Java, Indonesië. Suren telt 3393 inwoners (volkstelling 2010).